# Pau Roig i Cisa
Pau Roig i Cisa (Premià de Mar 1879 - Barcelona 1955) era un pintor i gravador català.
Molt jove guanyà un concurs de portades de la revista L'Esquella de la Torratxa (1898) i va fer tres murals a l'oli modernistes, de gran qualitat, amb temes musicals, per a la botiga de música barcelonina Cassadó & Moreu (1900, ara al Departament de Cultura de la Generalitat). Poc després marxà a París, on també col·laborà a premsa i il·lustrà llibres, com La femme et le pantin de Pierre Louys (1903), els originals del qual, a l'oli, són a la Biblioteca de Catalunya. Allà, entre altres coses, va fer una sèrie de litografies en color de temes de circ, sota la influència de Toulouse-Lautrec (1906-07, una col·lecció completa de les quals també és a la Biblioteca de Catalunya)
Bé que va ser un pintor considerable, destacà encara més pels seus gravats calcogràfics, molt personals, que acusen el mestratge de l'obra de Rembrandt, sobre temes francesos i després del Maresme, on acabaria retornant.